# Miquel Barberà Baldrich
Miquel Barberà Baldrich (Barcelona, segle xix - 24 de març de 1956) va ser un advocat i periodista català.
Traslladat a Reus amb la seva família a finals del segle xix, es vinculà al Grup modernista de Reus i col·laborà en diverses revistes de la Colla. Publicà a La Nova Cathalunya el 1898, a La Palma el 1899, a Pàtria Nova i a Germinal el 1905, a Ars i a Athenaeum, revistes del Centre de Lectura, entitat amb la que estava vinculat. Va publicar també a Lo Somatent diversos articles sobre dret, ja que el 1908 estava matriculat a la Universitat de Barcelona, on va aconseguir el títol d'advocat. Juntament amb el seu amic Ròmul Salleres, membre també del Grup modernista, va publicar el 1912 un llibret titulat El servicio militar en España, on analitzava la legislació sobre aquesta matèria. Va tornar a Barcelona on tenia un bufet d'advocat, i cap al 1928 era jutge, càrrec que exercí fins a finals de la guerra civil. Va formar part de cercles intel·lectuals barcelonins, va ser soci de l'Ateneu Barcelonès, i era un dels membres de la colla de Quim Borralleras.